# グロリアスクリエーションズ
株式会社グロリアスクリエーションズ（英文社名：glorious creations）は日本の芸能事務所である。

## 主な所属者
※2016年1月現在

### 男性
- 北村悠(EMALF)
- 五十嵐啓輔
- 黒藤結軌
- 谷昌弥
- 正木航平（劇団カムカムミニキーナ）
- 平安輝

### アーティスト
- 赤間紫動(芸術書家)
- 岡村洋佑(作家)